# Campeonato de Primera División 1912 (Argentina)
La Copa Campeonato 1912 fue el vigésimo primer torneo de la Primera División del fútbol argentino. Lo organizó la entidad oficial, que había castellanizado su nombre, pasando a ser la Asociación Argentina de Football, y se disputó entre el 14 de abril y el 11 de noviembre. Originalmente participaban diez equipos, pero la desafiliación del Alumni Athletic Club, que no se presentó a los tres primeros partidos, y los abandonos del Club Estudiantes de La Plata, el Club de Gimnasia y Esgrima de Buenos Aires y el Club Atlético Porteño, para integrarse a la disidente Federación Argentina de Football, derivaron en que solo seis de los equipos participantes concluyeran el certamen.
El ganador fue el Quilmes Athletic Club, que se consagró campeón por primera vez y marcó el fin de la hegemonía de los clubes «ingleses», junto con la simultánea consagración del Club Atlético Porteño, en el torneo de la Federación Argentina de Football.

## Ascensos y descensos
| Pos | Equipo ascendido        |
| --- | ----------------------- |
| 1º  | Estudiantes de La Plata |

| Equipos descendidos en la temporada 1911 |
| ---------------------------------------- |
| No hubo                                  |

De esta forma, el número de equipos participantes aumentó a 10.

## Tabla de posiciones final
| Pos | Equipo            | Pts | PJ | G | E | P | GF | GC | Dif |
| --- | ----------------- | --- | -- | - | - | - | -- | -- | --- |
| 1.º | Quilmes           | 15  | 10 | 7 | 1 | 2 | 24 | 8  | 16  |
| 2.º | San Isidro        | 11  | 9  | 5 | 1 | 3 | 16 | 22 | -6  |
| 3.º | Racing Club       | 10  | 10 | 4 | 2 | 4 | 24 | 16 | 8   |
| 4.º | Estudiantes (BA)  | 8   | 9  | 4 | 0 | 5 | 15 | 18 | -3  |
| 5.º | Belgrano Athletic | 7   | 10 | 3 | 1 | 6 | 20 | 20 | 0   |
| 6.º | River Plate       | 7   | 10 | 3 | 1 | 6 | 8  | 23 | -15 |

## Resultados
14/04/1912 en Avellaneda: Racing Club 1, Belgrano AC. 1
21/04/1912 en Palermo: Estudiantes 3, Belgrano AC. 4
12/05/1912 en Belgrano: Belgrano AC. 1, San Isidro 3
16/05/1912 en Palermo: Estudiantes 3, River Plate 0
16/05/1912 en Avellaneda: Racing Club 3, San Isidro 4
19/05/1912 en Dársena Sur: River Plate 0, Quilmes 1
26/05/1912 en Palermo: Estudiantes 1, Quilmes 0
26/05/1912 en San Isidro: San Isidro 2, River 1 (Polimene)
14/07/1912 en Avellaneda: Racing Club 2, River Plate 2 (Badaracco y Penney)
Nota: El 17 de julio y en virtud de la desafiliación de Estudiantes de La Plata, Gimnasia y Esgrima de Buenos Aires y Porteño, la AFA procedió a anular los siguientes encuentros que ya se habían disputado:
21/07/1912 en Belgrano: Belgrano AC. 2, Quilmes 3
21/07/1912 en Dársena Sur: River Plate 2 (Bergoveng y Penney), Estudiantes 1
21/07/1912 en San Isidro: San Isidro 1, Racing Club 2
28/07/1912 en Belgrano: Belgrano AC. 1, Estudiantes 0
28/07/1912 en Quilmes: Quilmes 3 (Juan Brown (p), Cirilo Russ y Sydney Buck), Racing Club 2
28/07/1912 en Dársena Sur: River Plate 0, San Isidro 1
04/08/1912 en Dársena Sur: River Plate 1 (Ameal), Racing Club 0
04/08/1912 en San Isidro: San Isidro 3, Belgrano AC. 1
18/08/1912 en Belgrano: Belgrano AC. 10, River Plate 1
18/08/1912 en Avellaneda: Racing Club 6, Estudiantes 1
18/08/1912 en Quilmes: Quilmes 11, San Isidro 0
22/09/1912 en Avellaneda: Belgrano AC. 0, Racing Club 6
22/09/1912 en Quilmes: Quilmes 3, River Plate 1 (Ameal)
22/09/1912 en San Isidro: San Isidro 1, Estudiantes 2
26/09/1912: Quilmes ganó puntos a Belgrano AC.Nota: Este encuentro debía jugarse en Quilmes, pero Belgrano AC. no se presentó
29/09/1912 en Palermo: Estudiantes 3, Racing Club 2
29/09/1912 en San Isidro: San Isidro 1, Quilmes 1
06/10/1912: River Plate ganó puntos a Belgrano AC.Nota: Este encuentro debía jugarse en Dársena Sur, pero Belgrano AC. no se presentó
13/10/1912 en Quilmes: Quilmes 2 (W. Gabitas 78 y V. H. Weiss 83), Estudiantes 1 (José Susan 27)

## Descensos y ascensos
Ante el traspaso de una cuantiosa cantidad de equipos a la Federación Argentina de Football, la Asociación resolvió que no hubiera descensos y la concreción de 9 ascensos para el campeonato de 1913, todos los participantes de la División Intermedia y el campeón de Segunda División, con lo que los participantes sumaron 15.